# Bahnhof Aosta
Der Bahnhof Aosta (italienisch), französisch Aoste, ist der größte Bahnhof in der italienischen Stadt Aosta, in der auch die Haltestellen Aosta Viale Europa/Aoste avenue d'Europe und Aosta Istituto/Aoste Institut bestehen.
Die Anlage befindet sich im Besitz von Centostazioni und wird vom Bahnunternehmen Trenitalia betrieben.

## Lage
Er liegt auf der Höhe von 600 m über der Meereshöhe im Zentrum der Stadtsiedlung unmittelbar vor der teilweise noch erhaltenen antiken Stadtmauer an der Innocent-Manzetti-Platz. Der Bahnhof hat drei Bahnsteige, die zu fünf Gleisen führen. Im Empfangsgebäude befinden sich neben den Bahnschaltern und einem Wartesaal auch ein Restaurant, ein Kiosk und ein Polizeiposten der Bahnpolizei.

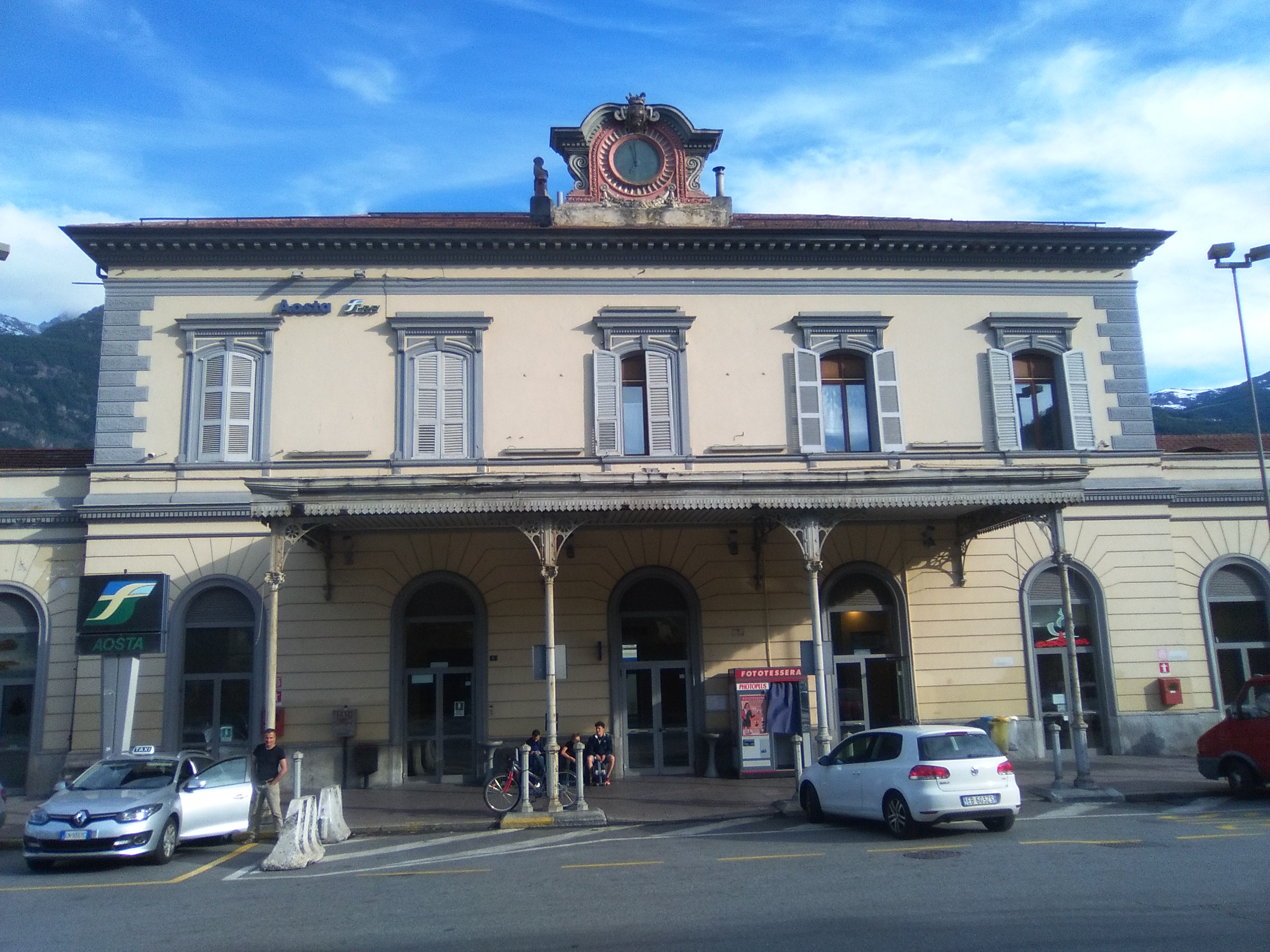
Bahnhofsfassade, Straßenseite (Innocent-Manzetti-Platz)
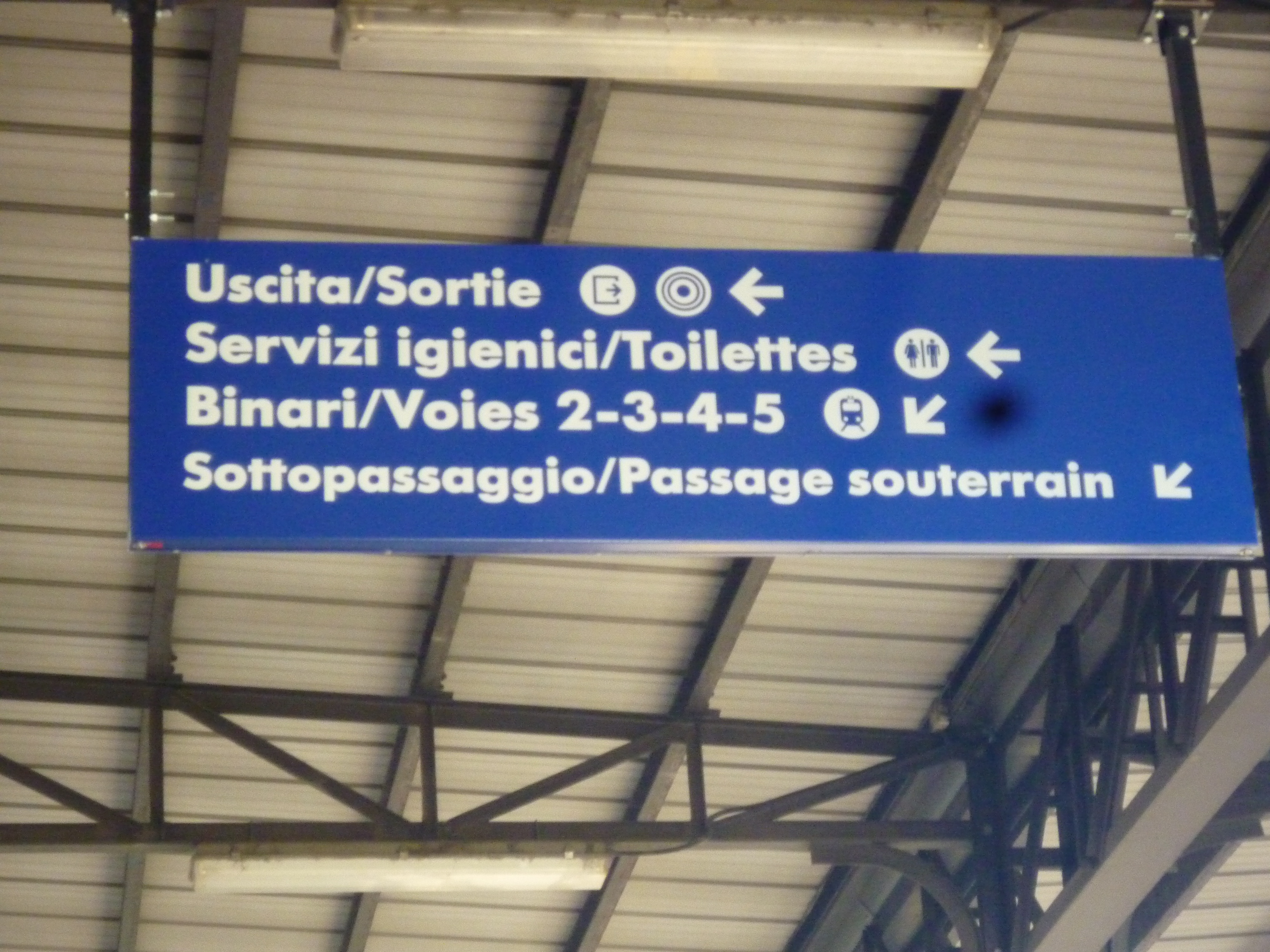
Zweisprachiges Schild Italienisch-Französisch
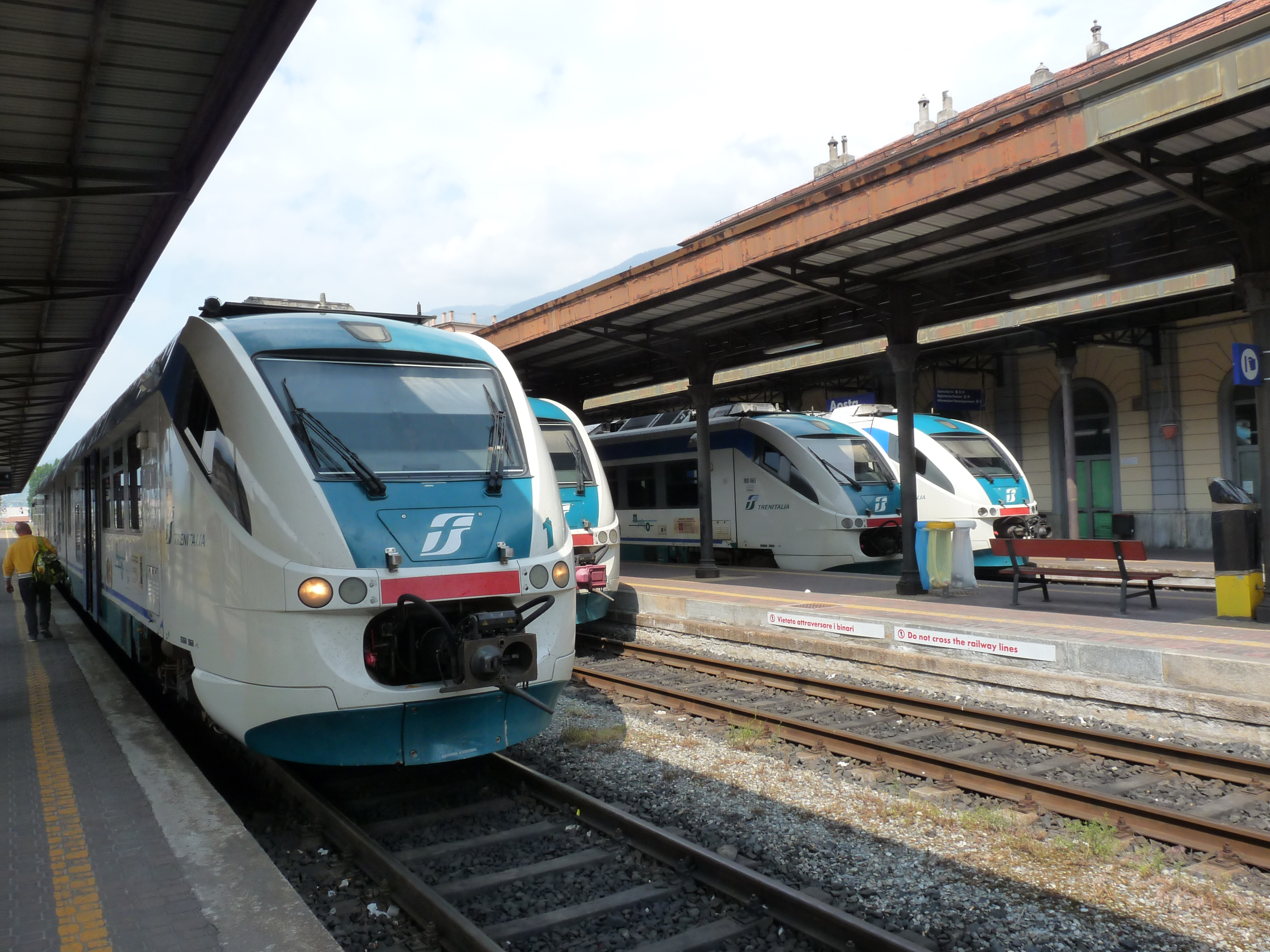
Reisezüge im Bahnhof Aosta
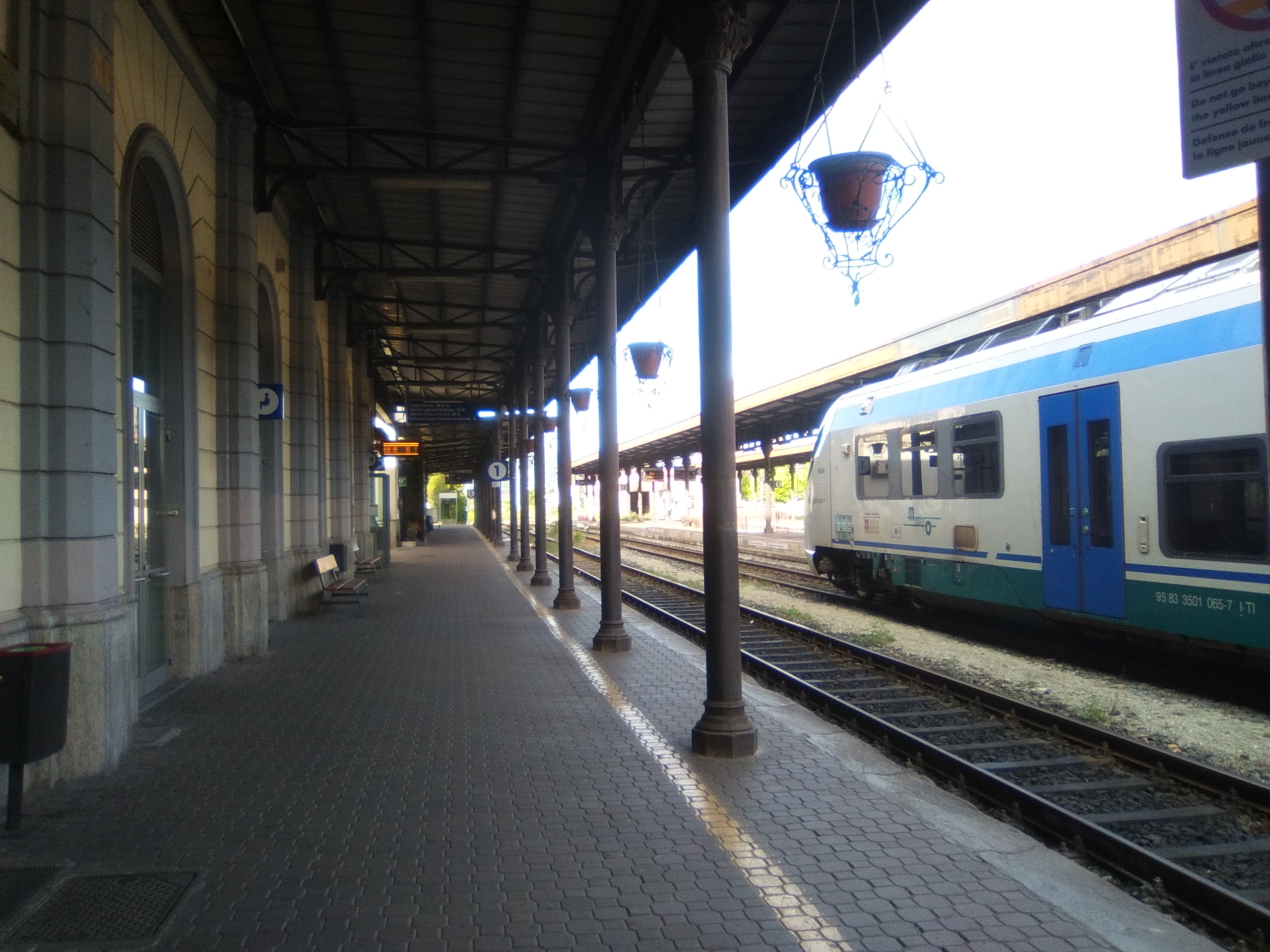
Gleis 1

In der Nähe des Bahnhofs liegt an der Rue/Via Georges Carrel, die nach dem Naturforscher Georges Carrel benannt ist, der Busbahnhof von Aosta, wo die Kurse des städtischen (SVAP) und des regionalen Busbetriebs (SAVDA) verkehren. Zwischen dem Bahnhofsgelände und dem Fluss Dora Baltea liegt ein öffentlicher Parkplatz. Hier befindet sich die Talstation der Seilbahn zum Winter- und Sommersportgebiet Pila, das vom Bahnhof Aosta aus auch mit einem öffentlichen Minibus zu erreichen ist.

## Geschichte
Der Bahnhof wurde am 4. Juli 1886 als Endbahnhof der Strecke von Chivasso durch das Aostatal in Betrieb genommen. Seit im Jahr 1929 für den Gütertransport des Stahlwerks Cogne die Linie von Aosta talaufwärts bis nach Pré-Saint-Didier dazukam, ist er ein Durchgangsbahnhof. Diese Bergstrecke war von 1929 bis 1968 mit 3000 Volt Gleichstrom elektrifiziert.
Die Autonome Region Aostatal kündete im Jahr 2020 den ausgearbeiteten Plan zur Elektrifizierung der Strecke von Chivasso nach Aosta ab Ivrea für das Jahr 2021 an.

## Verkehr
Von 2000 bis 2003 war der Eisenbahnverkehr nach Aosta wegen des Jahrhunderthochwassers der Dora Baltea von 2000 unterbrochen.
Der Bahnhof dient dem Regionalverkehr auf den eingleisigen Strecken Chivasso–Ivrea–Aosta (zwischen Chivasso und Ivrea elektrifiziert) und  Aosta–Pré-Saint-Didier; auf der letzteren ruht der fahrplanmäßige Verkehr seit Dezember 2015.
Im Bahnhof von Aosta verkehren gelegentlich Güterzüge zur Belieferung des Stahlwerks Cogne, das unmittelbar neben dem Bahnhof liegt, und zur Einfuhr von Schiefer, der im Aostatal eine bedeutende Rolle als Material für die Hausdächer spielt. Wegen der Verlagerung des allgemeinen Gütertransports auf die Straße sind der Rangierbahnhof, einige Gleise zu den ehemaligen Güterschuppen, die Drehscheibe sowie das Anschlussgleis des Stahlwerks stillgelegt worden.